# Zhao (staat)
Zhao (趙) was een van de Strijdende Staten in China. Het lag in het noordoosten van het rijk.

## Opkomst
De staat Zhao lag in het Noorden van China, het stamt af van dezelfde grootvader als die van de staat Qin, die later China herenigd. Zhao was een van de zes machtige familie van de staat Jin. Er zijn heel veel legendes over de familie Zhao waar onder Het weeskind van de familie zhao, zhao shi gu er genaamd in het chinees (赵氏孤儿). Het legende zegt dat Zhao Dun getrouwd was met de prinses van de staat Jin. De hertog van Jin (Jin Jing Gong) wou zijn machtspositie terug en roeide de familie Zhao, waaronder ook zijn schoonbroer Zhao Dun uit op een na. De enige zoon van de prinses en Zhao dun heeft het overleefd en groeide op als Zhao Wu. Zhao Wu wordt uiteindelijk een van de grootste minister van de staat Jin. De hertog van de staat Jin verliest controle over zijn eigen land en Jin beland in de handen van de zes machtigste familie van het land, waaronder Zhao. De familie Zhi was toen de machtigste van de zes en die eiste dat de andere vijf families een deel van hun grondgebied moet inleveren om de staat Jin zogezegd weer machtig te maken. De familie Zhao weigerde waardoor de familie Zhi een rede had om Zhao aan te vallen. Samen met de familie Han en Wei valt de familie Zhi familie Zhao aan. Zhao was toen heel erg zwak en verloor bijna de oorlog. De adviseur van de familie Zhao raadde Zhao Yang (het toenmalige hoofd van de familie Zhao) aan om zich terug te trekken in de stad Jin Yang. Zhao Yang volgde het advies op en het plan bleek te werken. Zhi kon hoe dan ook de dikke stadsmuren van Jin Yang niet doen vallen en al gauw ging het iets meer dan een jaar voorbij zonder enig resultaat. Zhi besloot dan om het water van de rivier Jin te gebruiken om het stad Jin Yang te doen overspoelen. Jin Yang zat zonder enig voedsel en de stad dreigde te vallen. Uit nood stuurde Zhao Yang een van zijn adviseurs stiekem naar buiten om de familie Wei en Han om te praten. Het plan bleek te werken en Han en Wei staan nu aan de kamp van Zhao. Stiekem verlieten Wei en Han het kamp van Zhi en ze zorgden er voor dat het water richting het kamp van Zhi werd gestuurd. Zhi verloor uiteindelijk de oorlog en zo bleef er maar drie van de zes machtige families over. Zhao, Han en Wei verdeelden het grondgebied van Jin waarbij Jin werd in drie verdeeld. Zhao werd het sterkste van de drie. De Zhao-staat ontstond bij de opdeling van Jin in 403 v.Chr. en zowel Zhao, Wei als Han kregen de titel hertog die nu gelijken werden als de hertog van Jin. De hertog van Jin kreeg maar twee steden en ook die twee steden worden daarna verdeeld onder Zhao, Wei en Han waardoor de staat Jin definitief en officieel niet meer bestond. In 330 v.Chr. breidde de staat zich uit naar het noordwesten door barbaren te onderwerpen en Zhao Wuling verklaarde zich in 325 v.Chr. koning.

## evolutie
Nadat Zhao een staat werd wou het zich verder uitbreiden naar het binnenland en terwijl Zhao zich bezig hield met uitbreiden, onderging de staat Wei een evolutie waardoor Wei sterker werd dan Zhao. Zhao kreeg nog een binnenlandse oorlog wat het situatie voor Zhao nog erger maakte. Zhongshan, een klein staatje ten noordoosten werd door Zhao in 296 v.Chr. ingelijfd. 

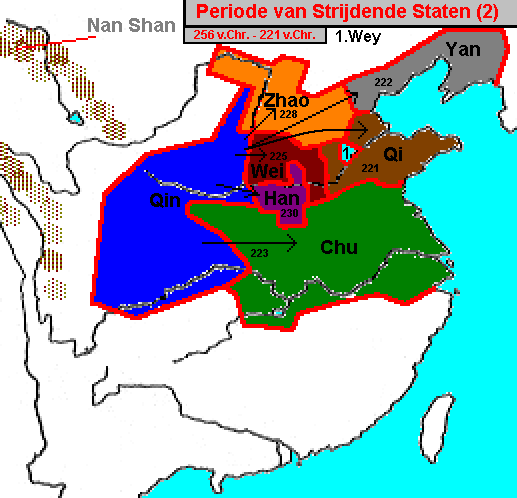
Zhao wordt verslagen door Qin

## Oorlog tegen Qin
Zhao was begin derde eeuw vóór Christus de enige staat die het sterke Qin kon weerstaan, onder andere door een bondgenootschap te sluiten met Wei. Echter werden ze in 273 v.Chr. verpletterend verslagen. Na een lange oorlog wist Qin Zhao te veroveren in 228 v.Chr.. Nog 6 jaar lang zouden Zhao-strijders zich verzetten in het noorden, in samenwerking met de staat Yan, maar toen deze staat in 222 v.Chr. werd veroverd door Qin moesten ook deze laatste soldaten het onderspit delven.